# Derrek Hamilton
Derrek Lamont Hamilton, talvolta indicato come Derek Hamilton (Mobile, 20 maggio 1966) è un ex cestista statunitense.

## Carriera

Hamilton in Varese-Virtus Bologna, 2002

Viene selezionato al terzo giro del draft NBA 1988 dai New Jersey Nets, con cui però non trova spazio. Nel frattempo, gioca nella lega USBL.
Nel 1989 inizia la sua prima esperienza oltreoceano con l'ingaggio da parte dell'Hapoel Tel Aviv, seguita da due stagioni in Spagna al Cartagena. Dal 1991 al 1995 milita nel campionato greco, rispettivamente con le maglie di Sporting Atene, AEK Atene, Apollon Patrasso e nuovamente Sporting Atene. La stagione 1994-1995 la disputa in Belgio, poi dal 1995 al 1998 ha due parentesi in Israele (Hapoel Holon e Hapoel Eilat) inframezzate da una breve militanza nelle Filippine agli Alaska Aces. Nel 1998 veste la maglia degli sloveni dell'Union Olimpija, poi il ritorno in Israele, questa volta all'Hapoel Gerusalemme.
Nel 2000 si accorda con i Lions di San Pietroburgo, società di nuova formazione partecipante alla sola Eurolega, la quale non prendeva dunque parte a competizioni nazionali. Dopo l'eliminazione dei russi dall'Eurolega (torneo in cui Hamilton mette a referto 21,8 punti e 7,7 rimbalzi di media), il giocatore si trasferisce all'Iraklio Creta dove chiude l'annata con 21,7 punti e 6,5 rimbalzi a gara.
In vista della stagione 2001-2002, Hamilton approda per la prima volta nella Serie A italiana con l'ingaggio da parte della Pallacanestro Varese. In 32 partite di regular season viaggia a 18,9 punti e 5,5 rimbalzi di media. Inizia poi l'annata seguente alla Dinamo Mosca, ma nel febbraio 2003 va a integrare la rosa dei Crabs Rimini nel campionato di Legadue, con cui però gioca solamente due partite complice il numero di extracomunitari schierabili a referto. Nel 2003-2004 è nuovamente di scena nel campionato israeliano, al Maccabi Giv'at Shmuel.

## Palmarès

### Individuale
- All-Euroleague First Team: 1

San Pietroburgo Lions: 2000-01